# Piero Messeri
Piero Messeri (Firenze, 1916 – Firenze, 1991) è stato un paleontologo, antropologo e medico italiano.

## Biografia
Piero Messeri è stato una personalità di riferimento tra i paleontologi umani ed antropologi fisici italiani.
Allievo di Piero Palagi, luminare della scuola medica fiorentina, si laureò con lui in medicina e chirurgia discutendo una tesi sulle Osteotomie particolari dell'anca.
Durante la seconda guerra mondiale, quale giovane medico, partecipò alle operazioni di guerra nell'Egeo dal maggio del 1942 al febbraio del 1943.
Finita la guerra, nel 1946 si specializzò in radiologia diagnostica con una tesi sull'effetto delle radiazioni sul germogliamento dei semi di alcune specie botaniche.
Conseguì la sua seconda laurea, questa volta in Scienze Biologiche, presso l'Università di Pisa, con una tesi di antropologia sui gruppi sanguigni delle diverse razze umane.
Insegnò per un decennio all'Istituto Italiano per l'Africa nell'Università di Firenze, svolgendo contemporaneamente l'attività di assistente di antropologia.
Conseguì la libera docenza in Paleontologia umana nel 1958.
Dopo aver insegnato antropologia e antropometria all'Istituto Superiore di Educazione Fisica e contemporaneamente alla Facoltà di Scienze Naturali dell'Università di Modena, nel 1968 ottenne la cattedra di Paleontologia umana presso dell'Università di Firenze, nella sede di Palazzo Nonfinito ove è anche ospitato il Museo Nazionale di Antropologia.
Membro di numerose ed importanti Accademie scientifiche, fu particolarmente attivo nella Società Italiana di Antropologia e Etnologia, con sede a Firenze, su incarico della quale fu anche direttore esecutivo di dieci annate dell'Archivio per l'Antropologia e l'Etnologia, uno dei maggiori periodici scientifici del settore.

## L'attività scientifica
I resti scheletrici attribuiti agli Etruschi attirarono fin dall'inizio, e a lungo, l'attenzione di Piero Messeri.
Fin dal 1953, sulla base dei rilevamenti operati su crani del IV secolo a.C., egli sostenne che la gente etrusca, ben differenziata sotto l'aspetto culturale, non è distinguibile antropologicamente da genti autoctone della penisola italiana.
Da qui e nel tempo, Messeri ed i suoi collaboratori, esaminando migliaia di scheletri provenienti da varie località dell'area mediterranea elaborarono, sulla base dei dati antropometrici e biologici, una teoria delle migrazioni dei popoli in età preistorica e protostorica.
Messeri ricercò e descrisse puntigliosamente 74 caratteri discontinui, allora definiti “epigenetici”, che rappresentavano un notevole valore discriminativo tra le popolazioni.
Piero Messeri si occupò anche, in modo scientificamente rigoroso, delle deformazioni artificiali dei crani nelle popolazioni antiche.
Dichiaratamente metodologica la ricerca delle relazioni intercorrenti tra la forma del foro occipitale, la forma del cranio visto dall'alto ed il suo volume.
La necessità di localizzare i punti antropometrici non più individuabili, specialmente in resti fossili e frammentati, era molto sentita dagli antropologi della prima metà del '900. 
Messeri si occupò in special modo della mandibola ed il suo lavoro fu illuminante specialmente perché preceduto da considerazioni generali in cui i rapporti angolari della mandibola, insieme ad altri caratteri morfometrici, risultavano maggiormente discriminativi tra le popolazioni.
Nel 1960 apparve un impegnativo lavoro sulle differenze sessuali nel profilo sagittale del cranio: a partire da radiografie del vivente, impiegando il metodo morfologico-matematico, rilevò differenze tra i sessi, mettendo in evidenza un maggior sviluppo anteriore della scatola cranica maschile.
Una seconda parte dello stesso lavoro, effettuato sempre su basi radiologiche, rilevava le variazioni morfologiche relative alla latitudine dell'habitat di vari gruppi etnici.
Il metodo, fondato anche su basi mediche, gli studi e le osservazioni di Piero Messeri furono determinanti, sotto vari aspetti, per la formazione di quella branca dell'antropologia fisica che si andò affermando a partire dai primi anni sessanta e che prenderà il nome di antropologia forense.

## Opere
- Messeri P., Contributo all'antropologia degli Etruschi, Archivio per l'Antropologia e l'Etnologia, 73, Firenze, 1953;

- Messeri P:, Indagine radiologica e microscopica su materiale osseo antico –Alcune considerazioni sul valore di questi metodi, Rivista di Scienze Preistoriche, 9, Firenze, 1954;

- Messeri P. e Messeri E., Per una visione ecologica dell'Antropologia, Rivista di Gerontologia e Geriatria, 5, 1955;

- Messeri P., Contributo alla craniologia della Polinesia, Archivio per l'Antropologia e l'Etnologia, 86, 1956;

- Messeri P., Le operazioni al cervello dei popoli preistorici, Sapere, 1959

- Messeri P., Differenze sessuali nel profilo sagittale del cranio umano, Archivio per l'Antropologia e l'Etnologia, 90, 1960;

- Messeri P., L'evoluzione morfologica del cranio umano nel profilo sagittale, Archivio per l'Antropologia e l'Etnologia, 90, 1960;

- Messeri P., Morfologia della rotula nei neolitici della Liguria, Archivio per l'Antropologia e l'Etnologia, 91, 1961;

- Meseri P., Contributo alle conoscenze sulle vie di espansione della razza mediterranea, Archivio per l'Antropologia e l'Etnologia, 91, 1961;

- Messeri P., Proposta di un metodo per il riconoscimento della deformazione artificiale del cranio (Rilievi su crani preistorici italiani), Rivista di Scienze Preistoriche, 17, 1962;

- Messeri P., Antropologia e Medicina, Archivio per l'Antropologia e l'Etnologia,  94, 1964;

- Messeri P.,Lineamenti di antropologia e antropometria, ed. Coop. Libr. Universitatis Studii Florentini, Firenze, 1967;

- Messeri P.,Storia naturale dell'Uomo, Calderoni, Bologna, 1968;

- Messeri P.,Genti e culture dell'Italia preistorica, ed. Clusef – Coop. Ed. Univ., Firenze, 1972;

- Messeri P.,Permanenza di caratteri antropologici paleolitici in esemplari della tarda preistoria e della protostoria italiana, Atti della XIV Riunione Scientifica dell'Istituto Italiano di Preistoria e Protostoria in Puglia, Firenze, 1972;

- Messeri P.Questioni di paleontologia umana, ed. Teorema, Firenze, 1975;

- Capecchi V. e Messeri P., Antropologia, Ed. Universo, Roma, 1979;

- Messeri P., Introduzione alla odontologia dei primati, Parenti, Firenze, 1980;

- Messeri P., Modificazioni indotte dall'agricoltura sulle caratteristiche antropologiche dell'uomo, Seminario di Scienze Antropologiche, Firenze, 1980;

- Messeri P., Comparsa ed evoluzione dell'Homo sapiens in Italia, Rivista di Antropologia, Roma, 1983.